# Sodaville
Sodaville és una població dels Estats Units a l'estat d'Oregon. Segons el cens del 2000 tenia 290 habitants.

## Demografia
Segons el cens del 2000, Sodaville tenia 290 habitants, 105 habitatges, i 80 famílies. La densitat de població era de 361,2 habitants per km².
Dels 105 habitatges en un 37,1% hi vivien nens de menys de 18 anys, en un 61% hi vivien parelles casades, en un 10,5% dones solteres, i en un 22,9% no eren unitats familiars. En el 18,1% dels habitatges hi vivien persones soles el 7,6% de les quals corresponia a persones de 65 anys o més que vivien soles. El nombre mitjà de persones vivint en cada habitatge era de 2,76 i el nombre mitjà de persones que vivien en cada família era de 3,15.
Per edats la població es repartia de la següent manera: un 29% tenia menys de 18 anys, un 6,2% entre 18 i 24, un 28,3% entre 25 i 44, un 24,5% de 45 a 60 i un 12,1% 65 anys o més.
L'edat mediana era de 38 anys. Per cada 100 dones de 18 o més anys hi havia 94,3 homes.
La renda mediana per habitatge era de 41.875$ i la renda mediana per família de 45.682$. Els homes tenien una renda mediana de 28.750$ mentre que les dones 21.875$. La renda per capita de la població era de 14.596$. Aproximadament el 7,7% de les famílies i el 8,9% de la població estaven per davall del llindar de pobresa.

## Poblacions més properes
El següent diagrama mostra les poblacions més properes.